# Semjonovo
Semjonovo (rus. Семёнов) je ruski grad u Nižnjenovgorodskoj oblasti, poznat kao centar za tradicionalne ručne radove kao što su drvene khokhlome i matrjoške.

### Lokacija
Grad se nalazi na močvarnom i šumskom području, sjeveroistočno od Nižnjeg Novgoroda, administrativnog središta oblasti. Kroz grad teče rijeka Kerženec, oko koje je utemeljen istoimeni prirodni rezervat radi zaštite i znanstvenog proučavanja prirode u regiji.